# Sudamda-Dhandalpur
Sudamra Dhandhulpur fou un estat tributari protegit a l'agència de Kathiawar, prant de Jhalawar, presidència de Bombai, format per 27 pobles amb sis tributaris separats. La superfície era de 350 km² i la població el 1881 de 7.431 habitants- Els ingressos s'estimaven en 2.052 lliures de les quals es pagaven 238 lliures al govern britànic i 46 rupies al nawab de Junagarh.